# Antioco I
Antioco Sotere (in greco antico: Αντίοχος Σωτήρ?, Antíochos Sōtḗr; 324/323 a.C. – Efeso, 261 a.C.), chiamato nella storiografia moderna Antioco I, è stato un sovrano seleucide, che governò dal 292 a.C. in co-reggenza con il padre Seleuco I Nicatore e poi dal 281 a.C. fino alla sua morte da solo.

## Biografia

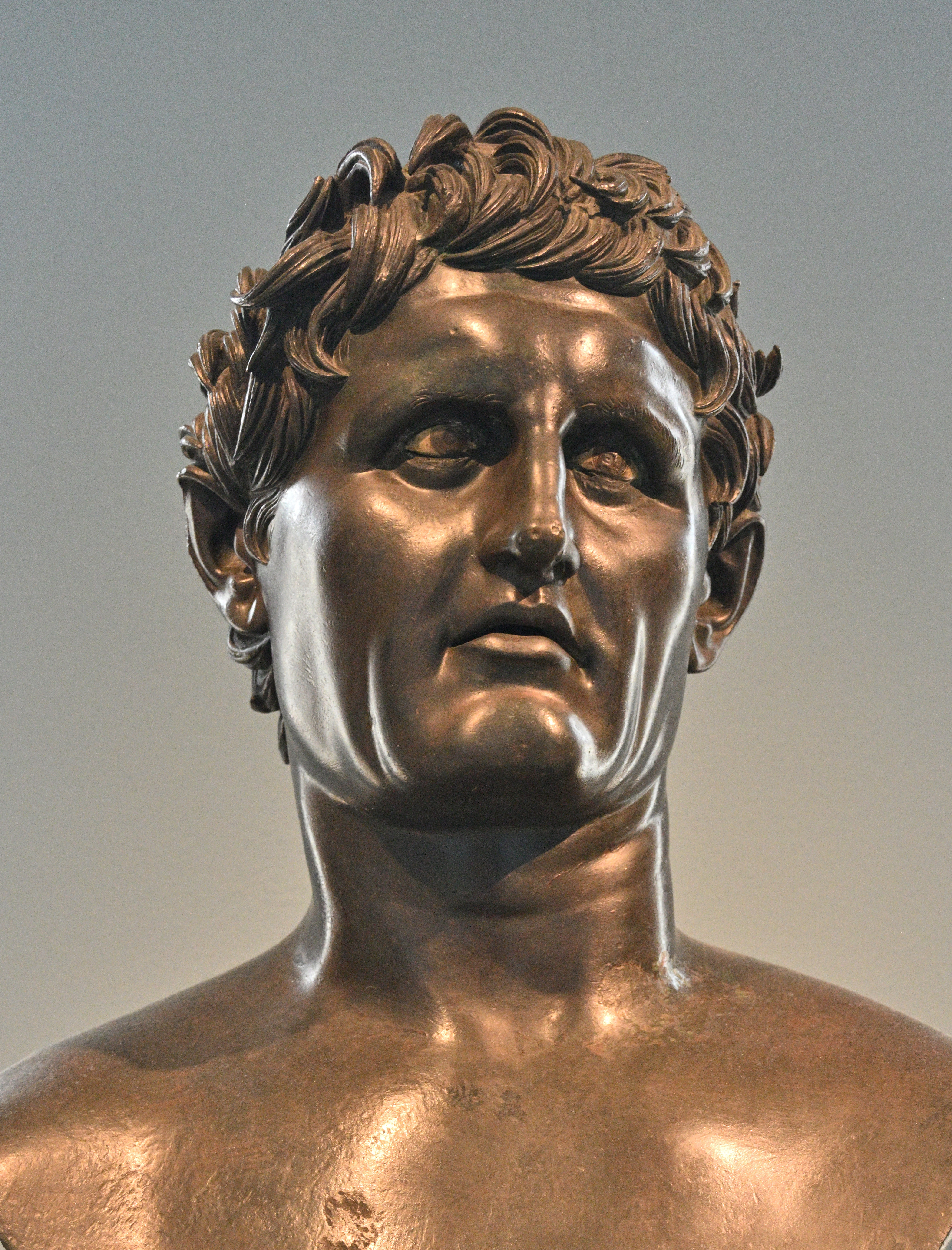
Busto di Seleuco I, copia bronzea romana da originale ellenistico (Museo archeologico nazionale, Napoli)

### Origini familiari
Antioco era figlio di Seleuco I Nicatore, un nobile macedone e diadoco di Alessandro Magno, e di Apama I, una donna sogdiana che Seleuco aveva sposato durante le nozze collettive di Susa nel 324 a.C. Antioco aveva probabilmente un fratello, Acheo, e forse una o due sorelle.

### Primi anni (324/323-292 a.C.)
Antioco nacque subito dopo il matrimonio dei genitori, tra il 324 e il 323 a.C. Intorno all'età di vent'anni fu messo dal padre al comando di un'ala di cavalleria durante la battaglia di Ipso (301 a.C.), in cui una coalizione tra Seleuco, Lisimaco e Cassandro sconfisse Antigono I.
Nonostante fosse ancora sposato con Apama I, Seleuco I tra il 300 e il 299 a.C. prese in moglie la giovanissima Stratonice, figlia di Demetrio I Poliorcete, mantenendo quindi due relazioni coniugali; la nuova coppia ebbe una figlia, Fila, ma la posizione della nuova consorte divenne sempre più problematica, creando tensioni a corte, in quanto un eventuale figlio maschio avrebbe potuto danneggiare il primogenito Antioco. La situazione peggiorò ulteriormente quando nel 294 a.C. Demetrio I conquistò il trono di Macedonia e Seleuco prese a suo danno la Cilicia; a quel punto, allora, il re decise di allontanare da corte la moglie e, per farlo, decise di darla in sposa ad Antioco. Il matrimonio avvenne tra il 293 e il 292 a.C. e subito dopo Antioco fu nominato co-regnante con il padre e governatore delle province orientali dell'impero.

### Co-reggenza e Oriente (292-281 a.C.)

I regni ellenistici all'inizio del III secolo a.C.

L'erede al trono e co-reggente del regno si recò quindi nelle Satrapie superiori, cioè i territori orientali ormai sotto il suo comando diretto: la regione era da tempo centro di instabilità e la presenza costante di un comandante di rango reale si era ormai resa necessaria. Ad accompagnare Antioco furono la nuova moglie, Stratonice, e due importanti ufficiali del padre, Demodama di Mileto e Patrocle, che funsero probabilmente da consiglieri e supervisori per il giovane sovrano.
Uno dei primi compiti che Antioco dovette affrontare fu il confronto con il vicino impero Maurya, con il quale i contatti erano cominciati con le spedizioni indiane di Alessandro Magno; i mauryani avevano infatti conquistato diverse colonie ellenistiche dell'Hindu Kush, quali Taxila e Alessandria Arachosia, che erano fonte di disordini e reclamavano indipendenza. Tuttavia, Antioco sembra essersi tenuto al di fuori degli affari indiani, sicuramente non volendo provocare il vastissimo esercito mauryano, impegnato com'era a consolidare ancora il potere nei confini del proprio impero.
La campagna più importante portata avanti fu quella del consolidamento del potere seleucide nella Battria e dell'espansione nella Sogdiana e a est dei monti Zagros; importante fu la rifondazione di Alessandria Eschate, portata avanti da Demodama, mentre Patrocle procedette in direttrice nord tra il mar Caspio e il lago d'Aral. Antioco, durante quegli anni, fondò diverse città in Asia centrale, tra cui Antiochia di Margiana e Ai-Khanum, i nomi di molte delle quali sono però sconosciuti. Altre opere portate avanti furono il prolungamento della Via Reale di Persia fino in Battria, con una lunga serie di città fortificate lungo il suo percorso, l'organizzazione di un'amministrazione statale stabile attraverso satrapie ben delineate, nuove zecche e sistemi di tassazione centralizzati. Il sistema messo in piedi in quegli anni risultò efficace e rimase stabile per alcune generazioni; anche quando i territori orientali divennero indipendenti l'organizzazione che adottarono ricalcò comunque quella seleucide.

### Regno (281-261 a.C.)
Alla morte del padre nel 281 a.C., Antioco I divenne re e rinunciò ad ogni pretesa sull'Asia Minore, allora governata da Antigono II Gonata re di Macedonia, con il quale stipulò anche un trattato di pace e amicizia.
Nel 280 a.C. circa, alcune popolazioni nomadi riuscirono a penetrare da nord-est fino a Tirmidh ed Herat. Antioco espulse gli invasori e ricostruì le città saccheggiate; nell'oasi di Marv ricostruì la cittadella e fece circondare l'oasi con un terrapieno alto fino a 20 m e lungo 270 km.
Perse il controllo della Celesiria in seguito alle guerre con l'Egitto di Tolomeo II Filadelfo (276 a.C.-272 a.C. e 266-261 a.C.).
Nel 277 a.C. respinse l'invasione galata dell'Asia Minore e per questo fu chiamato Sotere ("Salvatore"), nome con il quale fu adorato.
Dopo Alessandro Magno, fu quello che fondò il maggior numero di città.
Nel 262 a.C. il figlio maggiore Seleuco, che era stato co-reggente dei territori orientali, gli si ribellò e per questo venne fatto uccidere. Quando Antioco morì, nel 261 a.C., gli succedette il secondogenito Antioco II.

## Discendenza
Da Stratonice Antioco ebbe:
- Seleuco († 269 a.C. impiccato per supposto tradimento)
- Antioco II († 246 a.C.)
- Apama II († uccisa fra il 258 e il 247 a.C.), sposò il re Magas di Cirene
- Stratonice († verso il 235 a.C., uccisa da Seleuco II), andata sposa al re Demetrio II Etolico

## Ascendenza
|           |           |                      | Genitori |  |  | Nonni   |  |  | Bisnonni |  |
|           |           |                      |          |  |  | Antioco |  |  | …        |  |
|           |           |                      |          |  |  | Antioco |  |  | …        |  |
|           |           | …                    |          |  |  | Antioco |  |  |          |  |
| Seleuco I |           |                      |          |  |  | Antioco |  |  |          |  |
|           |           | Laodice di Macedonia | …        |  |  |         |  |  |          |  |
|           |           | Laodice di Macedonia | …        |  |  |         |  |  |          |  |
|           |           | Laodice di Macedonia | …        |  |  |         |  |  |          |  |
| Antioco I |           | Laodice di Macedonia |          |  |  |         |  |  |          |  |
|           | Spitamene | …                    |          |  |  |         |  |  |          |  |
|           | Spitamene | …                    |          |  |  |         |  |  |          |  |
|           | Spitamene | …                    |          |  |  |         |  |  |          |  |
| Apama I   | Spitamene |                      |          |  |  |         |  |  |          |  |
|           |           | …                    | …        |  |  |         |  |  |          |  |
|           |           | …                    | …        |  |  |         |  |  |          |  |
|           |           | …                    | …        |  |  |         |  |  |          |  |
|           |           | …                    |          |  |  |         |  |  |          |  |